# Ribnica (flod)

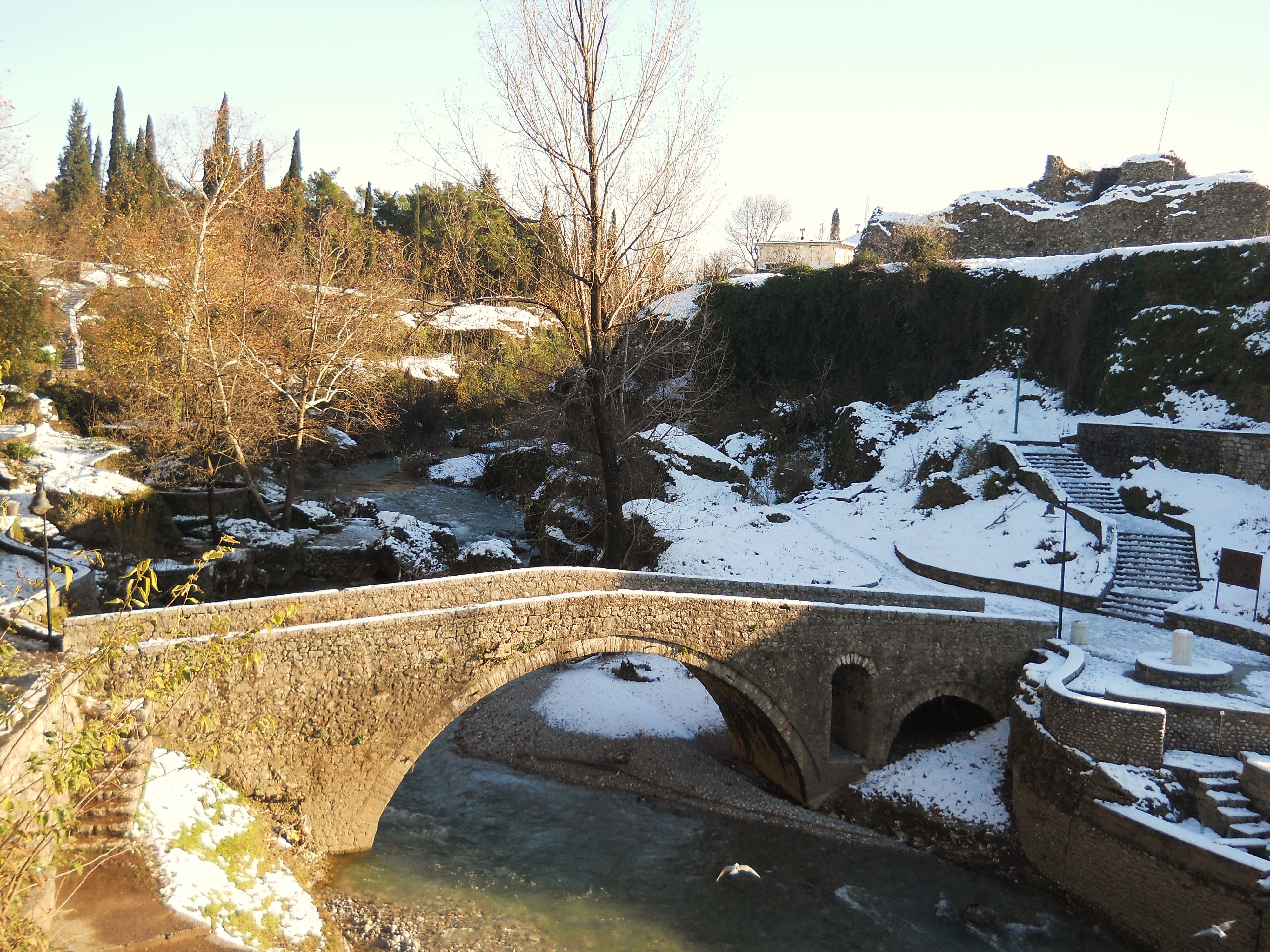
En gammal stenbro över floden Ribnica.

Ribnica är en mindre flod i Montenegro vars lopp går nära huvudstaden Podgorica, åt vilket den tidigare gav sitt namn. Floden är en biflod till den större floden Morača. Den är mestadels upptorkad på sommaren.